# Hidra (ilha)
Hidra (em grego:  Ύδρα) é uma ilha grega do grupo das ilhas Sarónicas, no mar Egeu.
Hidra fica localizada em águas do golfo Sarónico, no mar Egeu, a sul de Atenas, frente à península da Argólida, entre o golfo Sarónico e o golfo Argólico. Está separada do Peloponeso pelo estreito do golfo de Hidra. Hidra é também um município e uma das poucas províncias da Grécia com dois municípios, que incluem a desabitada ilha de Dokos com menos de 5 comunas.
A ilha é dependente do turismo, e os atenienses constituem um considerável segmento dos seus visitantes. Os ferrys chegam regularmente do Pireu, e do porto de Náuplia, que está na costa próxima do Peloponeso.
Com a exceção dos camiões de recolha de lixo, os veículos automóveis não são permitidos na ilha, o que deixa a maioria do transporte público da ilha a cargo dos burros e táxis aquáticos. 
Há uma cidade principal, conhecida simplesmente como Porto Hidra. Consiste num porto em forma de meia-lua, em volta do qual está a praia e os estabelecimentos comerciais (restaurantes, lojas, mercados e galerias), o que agrada aos turistas e aos habitantes da ilha.
Foi na Antiguidade uma das grandes potências navais do Mediterrâneo, e o seu poder chegou até à época moderna. Os seus armadores e marinheiros tiveram um papel determinante na guerra de independência da Grécia.
Na Antiguidade era conhecida como Hidrea (Υδρεα), que era uma referência às fontes de água da ilha.
Hidra não é mais que uma cadeia de montanhas com cerca de 20 km de comprimento por 2 a 3,5 km de largura. O seu ponto mais alto, o Monte Eros ou Vigla culmina a 593 m. Com enseadas, a costa da ilha é rochosa e inóspita. O interior, montanhoso e pouco fértil. Os outeiros terminam frequentemente em falésias. A água, apesar do nome da ilha, parece faltar sempre. O nome poderia ser pois irónico.
O poeta e cantor canadiano Leonard Cohen viveu nesta ilha.